# Оптическая нутация
Оптическая нутация или осцилляции Раби — явление наложения колебаний инверсии атомного дипольного момента на высокочастотные колебания с частотой внешнего поля (модуляция наведённого внешним полем атомного дипольного момента колебаниями инверсии) у атомов с двумя энергетическими уровнями в стационарном внешнем электрическом поле.
Поляризация среды (сумма дипольных моментов) также осцилирует на частоте поля, причём она имеет две компоненты, одна из них осцилирует в фазе с полем, другая сдвинута по фазе относительно колебаний поля на {\displaystyle \pi /2}. Когда отстройка по частотам отсутствует и {\displaystyle \bigtriangleup =0} , синфазная компонента исчезает. Наведенная световой волной поляризация оказывает на волну обратное воздействие, вещество начинает излучать вторичные волны. В итоге будут происходить медленные (с частотой Раби) изменения напряженности результирующего поля вторичных световых волн.
Явление оптической нутации было теоретически предсказано К. Тангом и Г. Статцем в 1968 году и наблюдалось на опыте Г. Хокером и К. Тангом в 1969 г..